# 12b-hidroksisteroid dehidrogenaza
12b-hidroksisteroid dehidrogenaza (EC 1.1.1.238, 12beta-hidroksi steroid (nikotinamid adenin dinukleotid fosfat) dehidrogenaza) je enzim sa sistematskim imenom 12beta-hidroksisteroid:NADP+ 12-oksidoreduktaza. Ovaj enzim katalizuje sledeću hemijsku reakciju
3alfa,7alfa,12beta-trihidroksi-5beta-holan-24-oat + + {\displaystyle \rightleftharpoons } 3alfa,7alfa-dihidroksi-12-okso-5beta-holan-24-oat + +
12b-Hidroksisteroidna dehidrogenaza deluje brojne žučne kiseline, u njihovom slobodnom i konjugovanom stanju.

## Literatura
- Nicholas C. Price; Lewis Stevens (1999). Fundamentals of Enzymology: The Cell and Molecular Biology of Catalytic Proteins (Third изд.). USA: Oxford University Press. ISBN 019850229X.
- Eric J. Toone (2006). Advances in Enzymology and Related Areas of Molecular Biology, Protein Evolution (Volume 75 изд.). Wiley-Interscience. ISBN 0471205036.
- Branden C; Tooze J. Introduction to Protein Structure. New York, NY: Garland Publishing. ISBN 0-8153-2305-0.
- Irwin H. Segel. Enzyme Kinetics: Behavior and Analysis of Rapid Equilibrium and Steady-State Enzyme Systems (Book 44 изд.). Wiley Classics Library. ISBN 0471303097.

## Spoljašnje veze
- 12beta-hydroxysteroid+dehydrogenase на 